# 百十四銀行
株式会社百十四銀行（ひゃくじゅうしぎんこう）は、香川県高松市に本店を置く地方銀行。
略称は行名と同じ漢数字表記の百十四とアラビア数字表記の114だが、114の方がよく使用されている。また、全銀システム上の銀行名も「ヒヤクジユウシ」ではなく｢114」となっている。

## 会社概要
国立銀行条例に基づいて1878年（明治11年）11月1日に設立した第百十四国立銀行を発祥とし、国内で現存する数少ないナンバー銀行の一つである。香川県の他、香川県内の12市町（高松市、丸亀市、坂出市、観音寺市、東かがわ市、さぬき市、三木町、直島町、宇多津町、琴平町、まんのう町、多度津町）の指定金融機関であり、一貫して香川県内最大の銀行として存在する。
本店所在地である香川県を基盤に瀬戸内地方各県に展開する広域地銀であり、店舗数は香川県86店舗、岡山県11店舗、大阪府・愛媛県に各5店舗、兵庫県4店舗、徳島県3店舗、高知県・広島県・東京都に各2店舗、愛知県・福岡県に各1店舗の計11都府県123店舗である。また、海外には上海に駐在員事務所を置いている。
香川県内の企業がメインバンクとする銀行は百十四銀行が5,610社（構成比45.5%）であり、次点の香川銀行2,422社（同19.6%）に対して倍以上の圧倒的なシェアを有している。

## 沿革
- 1878年（明治11年）11月1日 - 第百十四国立銀行設立[5]。
- 1896年（明治29年）8月1日 - 高松銀行設立[6]。
- 1898年（明治31年）10月7日 - 第百十四国立銀行が営業満期により国立銀行から普通銀行へ転換、株式会社高松百十四銀行に改組[7]。
- 1900年（明治33年）7月1日 - 高松百十四銀行が高松貯蓄銀行を合併[8]。
- 1913年（大正2年）2月26日 - 高松百十四銀行が大川銀行を合併[9]。
- 1915年（大正4年）4月7日 - 高松銀行が讃岐貯蓄銀行を吸収合併[10]。
- 1920年（大正9年）12月15日 - 高松百十四銀行が宇多津銀行を合併[11]。
- 1921年（大正10年）6月1日 - 高松百十四銀行が高松商業銀行を合併[12]。
- 1922年（大正11年）12月17日 - 高松百十四銀行が東讃銀行を合併[13]。
- 1924年（大正13年）3月30日 - 高松百十四銀行と高松銀行が対等合併し、新たに株式会社高松百十四銀行が設立される[14]。
- 1928年（昭和3年）7月1日 - 小豆島銀行を買収[15]。
- 1934年（昭和9年）8月15日 - 同盟銀行を買収[16]。
- 1936年（昭和11年）2月16日 - 松山銀行を買収[17]。
- 1941年（昭和16年）3月28日 - 多度津銀行を買収[18]。
- 1943年（昭和18年）6月27日 - 讃岐貯蓄銀行を買収[19]。
- 1945年（昭和20年）
  - 7月4日 - 高松空襲により南新町、田町、東、東浜の4支店を焼失[20]。
  - 9月9日 - 高松信用組合を買収[21]。
- 1948年（昭和23年）6月22日 - 商号を株式会社百十四銀行に変更[22]。
- 1966年（昭和41年）11月21日 - 本店を現在地に新築・移転[23]。
- 1972年（昭和47年）10月2日 - 株式を東京・大阪証券取引所市場第二部に上場。
- 1973年（昭和48年）
  - 8月1日 - 株式を東京・大阪証券取引所市場第一部に上場。
  - 12月26日 - 現金自動支払い機（CD）の第1号機を本店に導入。
- 1974年（昭和49年）9月19日 - 店舗外CD（現金自動支払い機）の第1号機を三越高松支店に導入。
- 1975年（昭和50年）2月3日 - 全店オンラインシステム完成。
- 1978年（昭和53年）11月30日 - 総預金1兆892億円。
- 1980年（昭和55年）10月17日 - 現金自動預け払い機（ATM）の第1号機を本店に導入。
- 1991年（平成3年）7月12日 - 事務センター新築移転。
- 1994年（平成6年）1月 - 信託業務開始。
- 1995年（平成7年）1月17日 - 阪神・淡路大震災により神戸支店、湊川支店、芦屋社宅が被災し、2人が犠牲になる。
- 2001年（平成13年）
  - 1月23日 - コトデンそごうの経営破綻に伴い、同社への貸出金42億6900万円が取立不能になる可能性から平成13年3月期業績予想を下方修正[24]。
  - 3月19日 - 前年に経営破綻した四国貯蓄信用組合の事業の譲渡を受ける[25]。
  - 3月26日 - 高松国際ホテルの経営破綻に伴い、同社への貸出金18億6100万円が取立不能になる可能性[26]。
- 2005年（平成17年）11月 - 上海駐在員事務所開設。
- 2007年（平成19年）5月 - 地銀共同化システム稼働。
- 2008年（平成20年）
  - 9月15日 - 債権の一部を保有するリーマン・ブラザーズの経営破綻。同年度業績予測は維持。
  - 11月12日 - 同行と、阿波銀行・伊予銀行・四国銀行とのATM相互出金無料提携を開始。
- 2013年（平成25年）7月1日 - シンガポール駐在員事務所開設[27]。
- 2014年（平成26年）5月 - 白元の経営破綻に伴い、貸出金など約40億円が取り立て不能や遅延の恐れが発生すると発表[28][29]。
- 2025年（令和7年）　3月 - 野村証券と投資信託の販売など証券ビジネスで業務提携すると発表[30]。
- 2025年（令和7年）　4月 - 高松三越とサービスの相互提供や従業員の相互交流を行う連携協定締結[31]。

## 歴代代表者
| 代 | 氏名       | 期間                            | 備考                     |
| -- | ---------- | ------------------------------- | ------------------------ |
| 1  | 宮本園丸   | 1878年11月1日 - 1885年8月13日   |                          |
| 2  | 鎌田房次   | 1885年8月20日 - 1920年10月30日  | 在職中に死去             |
| 3  | 井上耕作   | 1920年10月30日 - 1922年7月30日  | 専務取締役               |
| 4  | 中村新太郎 | 1922年8月8日 - 1933年7月23日    | 専務取締役               |
| 5  | 宮武耕造   | 1934年6月8日 - 1935年11月15日   | 専務取締役               |
| 6  | 塩田伊三郎 | 1944年2月8日 - 1945年10月31日   | 塩田以降は頭取が代表者   |
| 7  | 里見信三   | 1945年10月31日 - 1952年4月8日   | 在職中に死去 享年66      |
| 8  | 綾田整治   | 1952年4月9日 - 1975年12月23日   | 現相談役綾田修作の実父   |
| 9  | 中條晴夫   | 1975年12月23日 - 1979年12月21日 | 1995年5月17日死去 享年89 |
| 10 | 三野 博    | 1979年12月21日 - 1989年6月29日  | 1994年4月8日死去 享年72  |
| 11 | 松本恭輔   | 1989年6月29日 - 1995年6月29日   | 2005年9月4日死去 享年78  |
| 12 | 綾田修作   | 1995年6月29日 - 2004年6月29日   |                          |
| 13 | 竹崎克彦   | 2004年6月29日 - 2009年6月26日   |                          |
| 14 | 渡邉智樹   | 2009年6月26日 - 2017年4月1日    |                          |
| 15 | 綾田裕次郎 | 2017年4月1日 - 現職             |                          |

## 店舗

### 本店

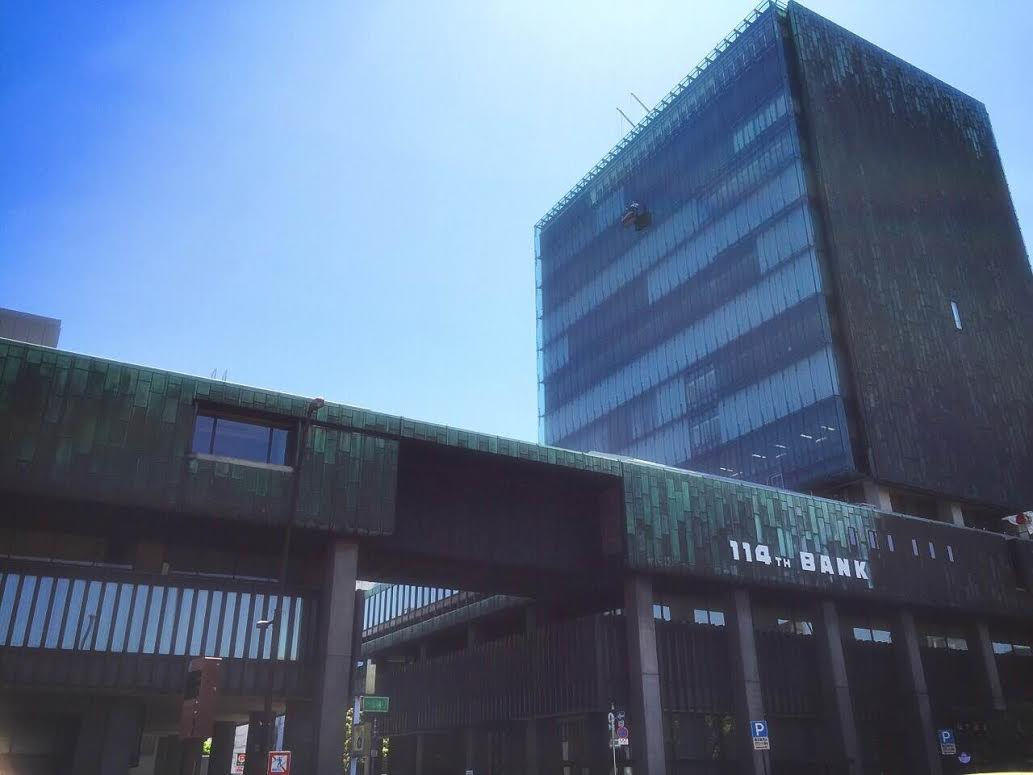
本店

- 所在地：香川県高松市亀井町5番地の1（中央通り）

現在の本店が主要テナントとして入居する百十四ビルは、日本橋不動産（百十四銀行100%子会社）が所有し、鉄骨鉄筋コンクリート造、地上16階・地下2階・塔屋3階、軒高54m（尖端部64m）、延床面積17,485m2、緑青仕上げブロンズ板貼の外装で、設計は日建設計、施工は竹中工務店である。1964年（昭和39年）12月の着工以来、2年の工期を経て1966年（昭和41年）11月15日に竣工し、11月21日に旧本店（現・高松支店）より本店機能が移転した。建物はいずれも中央通りに面する高層棟（本館）と低層棟（別館）の2棟からなり、2棟を隔てる路地の上は3階部分から連絡通路で結ばれている。緑色の外壁は「蔦壁」と呼ばれ、1965年のビル竣工直前に「緑が失われていく街に、安息と四季の彩りを」の趣旨で流政之によってデザインされた。1968年には国内の優秀な建築作品に表彰される第9回BCS賞を受賞している。また、DOCOMOMO JAPAN選定 日本におけるモダン・ムーブメントの建築の一つにも選ばれている。この百十四ビルは建設当時、西日本一高いビルで、1996年にコトデン瓦町ビル（73.0m）が完成するまで30年間、高松で最も高い建物であり、市中心部の象徴的存在であった。屋上にはNHK高松放送局の情報カメラが設置されている。

### 高松支店

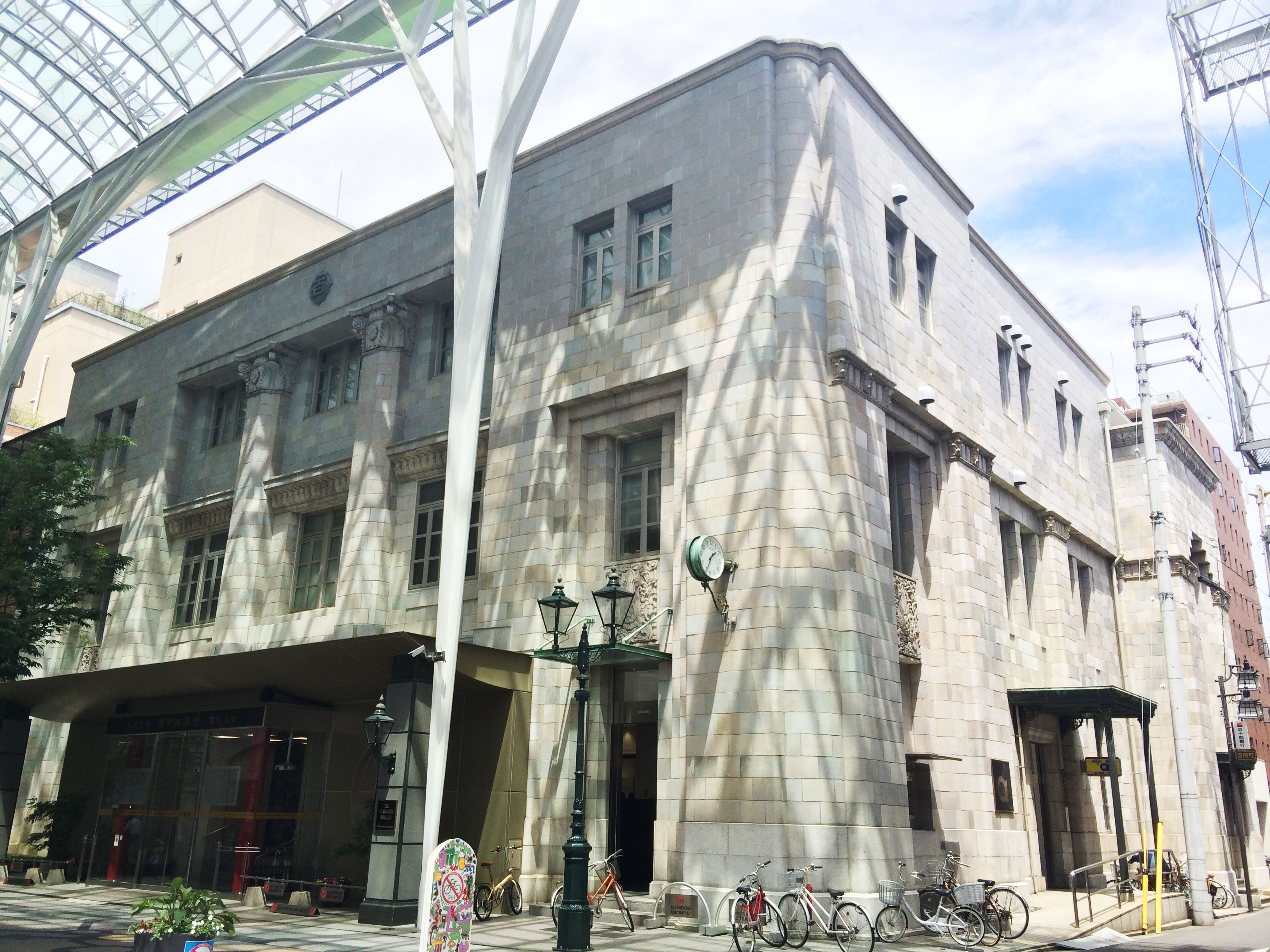
高松支店

- 所在地：香川県高松市丸亀町15番地7（丸亀町商店街）

本店所在地の都市名をつけた支店がある銀行は全国的に見ても決して多くはないが、百十四銀行では丸亀町に高松支店が設置されている。ここは創業から1966年まで本店だった場所で、現在地に本店を移転する際に高松支店とした。建物は1926年（大正15年）4月に鉄筋コンクリート造2階建てで落成し、その後1945年（昭和20年）7月4日の高松空襲で被災しながらも焼け残り、1951年（昭和26年）9月〜1952年（昭和27年）2月にかけて3階及び塔屋213.91坪が増築されている。1990年代に入り、いわゆる旧市内（1939年以前の高松市の市域）で戦災を生き抜いた建物が相次いで姿を消しているため、現在では貴重な存在となっている。2013年に耐震改修が行われ、今後も継続使用されることとなった。この耐震改修では、隣接する建物を解体した際に戦時中施されていた迷彩塗装が発見されている。

### 東京支店
- 所在地：東京都中央区日本橋三丁目8番2号

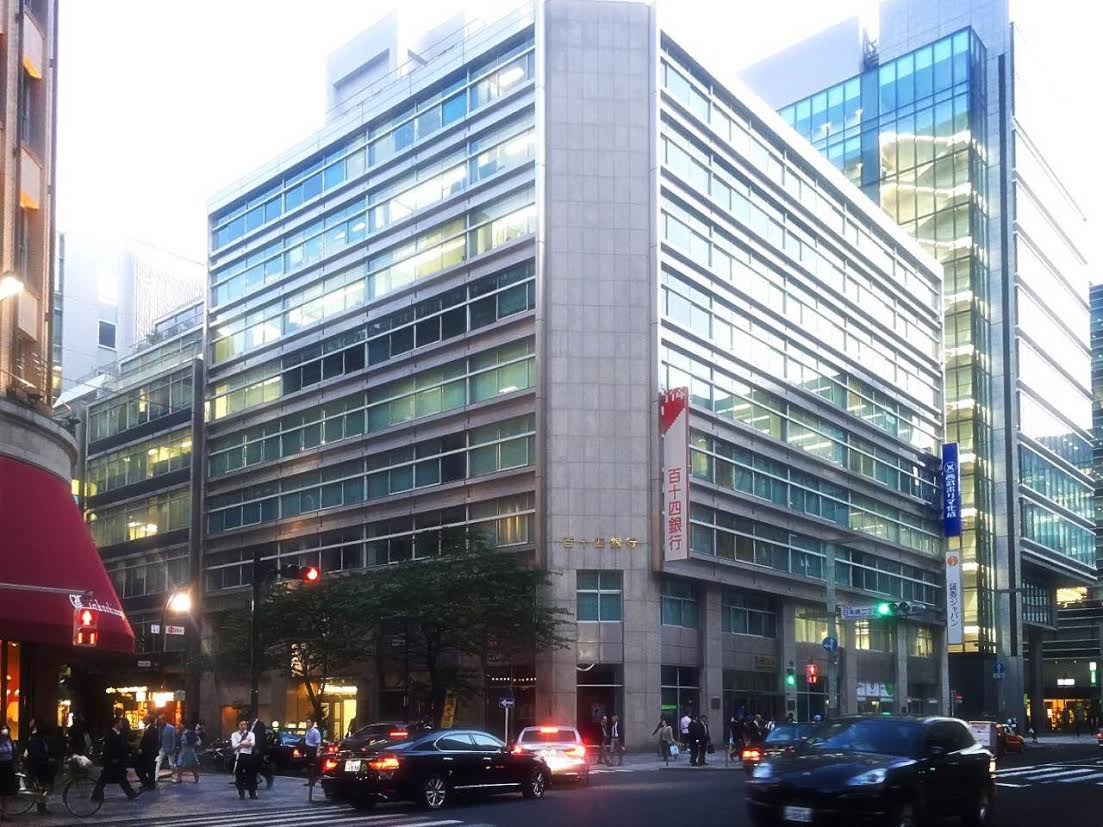
東京支店

地方銀行には珍しく、自社ビルを所有している。1960年11月に竣工され、1995年3月にはリニューアルが完了した。鉄骨鉄筋コンクリート造、地上9階・地下3階である。東京メトロ日本橋駅徒歩1分、JR東京駅徒歩5分、日本橋髙島屋の隣に立地している。

## 関係会社

### 連結子会社
- 日本橋不動産株式会社
- 百十四ビジネスサービス株式会社
- 株式会社百十四人材センター
- 百十四財田代理店株式会社
- 百十四リース株式会社
- 百十四総合保証株式会社
- 株式会社百十四ディーシーカード
- 株式会社百十四システムサービス
- 株式会社百十四ジェーシービーカード
- 百十四共創投資

### 出資会社
- 四国アライアンスキャピタル
- 114地域みらいデザイン(地域活性化事業子会社。調査、コンサルティング、観光・まちづくり等)

## サービス

### コンビニATM・インターネットバンキング
2008年1月7日にE-netとの提携を開始した。2009年1月19日よりイオン銀行とも提携を開始しており、さらに2012年4月にはセブン銀行と提携が開始された。

### 四国内地銀ATM相互出金無料提携
2008年11月12日に、百十四銀行と阿波銀行（徳島県徳島市）・伊予銀行（愛媛県松山市）・四国銀行（高知県高知市）とのATM相互出金無料提携を開始した。これにより、4行の顧客が該当各行のATMを利用する場合、平日日中の時間帯による出金については手数料が徴収されない。

## 格付け
百十四銀行の格付けは、2011年（平成23年）9月13日現在においては「A / 安定的」となっている。格付け対象は、長期優先債務または長期優先債務に準ずるもの。

## 情報処理システム

### 勘定系システム
2007年（平成19年）5月7日に基幹システムが更新された。新システムは三菱東京UFJ銀行のものをベースとし、常陽銀行・十六銀行・南都銀行との共同利用型勘定系システム「Chance」を採用する。

## 不祥事
- 2009年2月24日付各報道機関より、大阪市にある同行九条支店が、2007年から2008年にかけて回収の見込みのない不動産会社に約10億円を融資し、同行に損害を与えた疑いがあるとして、大阪府警察が会社法の特別背任容疑でこの不動産会社など関係先二十数カ所を一斉に家宅捜索した。この事件を受け四国財務局は、同行に対し業務改善命令を発動した[37]。
- 2018年2月 - 銀行側が設定した取引先との会食で、女性行員が不適切な行為（セクハラ行為）を受けた。5月、社内通報によって問題が発覚した。6月、その場にいた渡辺智樹会長と石川徳尚執行役員・本店営業部長に対して、報酬と賞与の減額処分をした。その後、社外取締役の指摘で第三者の弁護士による再調査をした結果、渡辺会長が女性行員を同席させたり、不適切行為を止められなかったりしたことが問題視された。これを受け、渡辺会長本人から「一身上の都合で辞任したい」と申し出があり、10月末辞任した[38]。
- 2018年12月と2019年6月 - 東大阪支店の男性行員（30歳）が、同期の元男性行員（30歳）（依願退職済み）に17件の顧客情報を漏らし、そのうち1件が元男性行員父親（54歳）による1900万円の詐欺事件に使われた。3人は不正競争防止法違反の疑いで香川県警により逮捕。また男性行員と元男性行員は当行のの同期であったが、銀行側はそれを把握しながら当初「親しい友人」と発表していた。男性行員は2019年10月28日付で諭旨退職処分[39][40][41]。
- 2019年1月、2016年5月から2018年10月までの間に約66万4000円を交際接待費として不正請求したとして50代の男性行員が懲戒解雇された[42]。
- 同行は2020年6月23日、同年5月11・12日に高松市の国分寺支店での顧客情報記載の書類を紛失したと発表した[43]。